# Чанданнаґар
Чанданнаґар (англ. Chandannagar, бенг. চন্দননগর, Chôndonnôgor) — місто в окрузі Хуґлі індійського штату Західний Бенгал, лежить на річці Хуґлі, рукаві Гангу, за 30 км на північ від Колкати, колишня французька колонія.
| Індія | Це незавершена стаття з географії Індії. Ви можете допомогти проєкту, виправивши або дописавши її. |